# Champniers (Charente)
Champniers település Franciaországban, Charente megyében. Lakosainak száma 5237 fő (2022. január 1.). Champniers Anais, Balzac, Brie, Gond-Pontouvre, Ruelle-sur-Touvre és La Boixe községekkel határos.

## Népesség
A település népességének változása:
| Lakosok száma | 2762 | 4094 | 4358 | 4951 | 5205 | 5217 | 5151 | 5149 | 5155 | 5237 |
|               | 1968 | 1982 | 1990 | 2006 | 2013 | 2015 | 2017 | 2019 | 2020 | 2022 |